# Teafore Bennett
Teafore Bennett, född 7 juni 1980 i Duncans, är en jamaicansk före detta fotbollsspelare. Mellan åren 2004-2006 gjorde han 20 landskamper och 4 mål för Jamaica.

## Karriär
Bennett spelade som anfallare och representerade klubbar i ett flertal olika länder. Han skrev sommaren 2006 på för svenska Östers IF, som då spelade i Allsvenskan. Tillsammans med det angolanska nyförvärvet Paulo Figueiredo tog Bennett Öster ur en lång måltorka och klubben fick visst hopp om allsvenskt spel säsongen därpå, men man degraderades efter säsongen till Superettan. Bennett spelade för Öster i Superettan 2007 men efter att kontraktet gått ut flyttade han till Petro Atlético i Angola, där han under säsongen 2008 hjälpte klubben till deras första ligaseger på sju år.

## Personligt
Snabbhet var Bennetts spetsegenskap som fotbollsspelare. Bennett var enligt egen utsago barndomsvän med OS-guldmedaljören i stafettlöpning Asafa Powell och besegrade Powell i ett skolmästerskap.